# Noordnederlandse Museumspoorbaan Assen-Rolde
De Noordnederlandse Museumspoorbaan Assen-Rolde (NMM) was een vereniging die op 13 november 1974 werd opgericht met het doel een geplande toeristische spoorweg tussen Assen en Rolde. In 1976 werd dit de Stichting NMS. Omdat de organisatie onvoldoende kapitaal kon verwerven, kwam de dienst nooit van de grond en werd de spoorlijn tussen Rolde en Assen in 1977 alsnog opgebroken. De initiatiefnemers gingen hierna verder met ontwikkelen van Industrieel Smalspoor Museum te Erica (Drenthe).

## Materieel
Er werden twee motorrijtuigen aangeschaft, beide van de Mindener Kreisbahn. Deze motorrijtuigen kwamen in juli 1975 naar Assen. De T6 werd in 1936 gebouwd door Linke-Hofmann-Busch als vierassig sneltreinrijtuig. Het werd kort na aanschaf doorverkocht aan de Veluwsche Stoomtrein Maatschappij (VSM). De T9 werd in 1953 gebouwd door Talbot. Dit motorrijtuig werd kortstondig bewaard in een loods van de Coöperatieve Landbouwbank aan de Doctor A. F. Philipsweg 33 te Assen. Het werd kort na aanschaf doorverkocht als 550.09 aan de Stoomtrein der Drie Valleien.
Het tijdschrift van de Museum Buurtspoorweg maakt verder melding van een Wismarer Schienenbus met nummer T5 inclusief een foto van het transport van deze motorwagen op een dieplader van Wuppertal naar Nederland.  Deze motorwagen werd verkocht door de Selfkantbahn en werd in 1976 op een dieplader naar Nederland getransporteerd. Een gedeeltelijke vernieuwing van het dak vond plaats in Nederland.  Dit rijtuig was afkomstig uit een serie van 4 en in 1934 geleverd aan de Saarbahnen met fabrieksnummers 20225 - 20228.Het rijtuig kwam in dienst bij de Eisenbahnen des Saarlanders als SAAR 73. In 1935 vond hernummering plaats naar het nummersysteem van de Reichsbahn en werd het VT 135 077, vanaf 1949 VT 89 900 De 20227 ging tijdens de Tweede Wereldoorlog verloren en de resterende 3 kwamen in dienst bij de Wittlager Kreisbahn als T4, T5 en T6. Vermoedelijk betrof het rijtuig T5 het rijtuig met bouwnummer 20225. In 1978 vond verkoop plaats aan de CFV3V als T5. In 2014 ging het rijtuig naar de Preußisch Oldendorfer Kleinbahn-Museum als T5.
Daarnaast liet de NMM weten interesse te hebben in een NS 8800-zadeltanklocomotief van Staatsmijn Laura, die bij meerdere museumspoorlijnen reden. Voor deze locomotief was toen een kolenbunker aangelegd. 